# Благоје Јастребић
Благоје Јастребић (Вашица, 26. март 1941 — Београд, 14. јун 1979) био је српски књижевник, есејиста. Био је један од главних уредника часописа Гледишта, и главни уредник издавачког предузећа Просвета.

## Живот
Најпознатији је по књизи Црвен бан у којој је на популаран начин приказао одабране еротске песме које је прикупио Вук Караџић. Јастребић је изабрао 121 од постојећих 367 песама које се данас налазе у Српској академији наука и представљају врхунац српске књижевности. Појава те књиге је изазвала жучне дискусије, при чему је Јастребић био нападан да је приказао Вука на недоличан начин. Вишемесечна расправа водила се јавно преко штампе при чему је Јастребић бранио ставове да „све то припада народу и култури овог народа“.
Писао је романе, есеје, драме, студије у којима се бавио писцима из српске књижевне традиције од Вука Караџића, преко Лазе Костића, Ђуре Јакшића до Јована Скерлића, Станислава Винавера. Био је члан Удружења књижевника Србије од 1973.
Био је командант омладинске радне бригаде „Јован Поповић“ са Филолошког факултета и то 1963. изградња ауто-пута Београд - Ниш код села Колари и 1964. изградња Вуковог пута од родне куће Вука Караџића до манастира Троноша
Погинуо је у саобраћајној незгоди 14. јуна 1979. у Београду.

## Дела
- Првина, роман
- На Филиповом путу, роман, БИГЗ, Београд (1976)
- Шевин кас, роман, БИГЗ, Београд (1975)
- Стрмоглав у једносложни занос, збирка есеја, Багдала, Крушевац (1975)
- Кудељина стега, роман (1973)
- Поетика Лазе Костића студија, Београд (1970)
- Боравак у обичној соби драмски текст
- Џезва и беле шољице, драмски текст
- Савремена српска драма, студија, Јастребић је један од аутора
- Далеко од краја, књига издрата на 30. година од његове, преране, смрти, која обухвата готово цео његов опус, Откровење, Београд (2009)

## Књижевни клуб
Књижевни клуб „Благоје Јастребић“ основан је 13. маја 2010. на иницијативу Месне заједнице Вашица. Клуб је организација књижевних стваралаца, без обзира на врсту књижевног стваралаштва. Удружење је основано ради окупљања писаца и стваралаца на пољу књижевног стваралаштва свих облика, а у циљу ширења писане речи и књижевне културе.

## Књижевни клуб "Благоје Јастребић"
Књижевни клуб "Благоје Јасребић" је основан 13. маја 2010. године на иницијативу Месне заједнице Вашица а подржан од Локалне самоуправе Шид.

## Јастребићеви књижевни сусрети
Јастребићеви књижевни сусрети се одржавају сваке године, а 2011. по 30 пут. Поводом ове манифестације Књижевни клуб из Вашице расписао је по први пут и конкурс за поезију. Право учешћа су имали ученици сеоске основне школе, а тема конкурса је била „Моје село Вашица и Градина на Босуту“. Петочлани жири у саставу: Дарко Колар, Ђурица Еделински, Снежана Михајловић, Владимир Јеремић и Веселин Вељко Вучковић одлучио је да награду добију ученици: Ивана Лујић, Бојана Божић, Небојша Башић, Владимир Мишчевић, Урош Каштеровић, Николина Каштеровић и Душанка Чегиљевић.